# Јаков Јакшић
Јаков Јакшић (Угриновци, 3. новембар 1774 — Београд, 29. јануар 1848) био је српски егзирцир-мајстор у београдској војној школи, ађутант, а касније први надзорник пошта у Србији.

## Биографија
Његово право име је Јаков Поповић. Рођен је у свештеничкој породици у Угриновцима. Био је једно време трговац у Пешти. Током Првог српског устанка дошао је у Србију и био егзирцир-мајстор, ађутант капетана М. Ђурковића. Више аустријских и руских официра држало је обуку војске, подофицира и официра у Карађорђевој Србији. Поправио је кулу Јакшића на београдској тврђави, због чега је прозван Јакшић. Убраја се у знамените личности устанка, био је ађутант у граду Београду.
Био је главни благајник (хазнадар) кнеза Милоша и извршио је прву финансијску реформу у Србији: одвојио је кнежев новац од државног. Када се из престонице Крагујевца преселио у Београд подигао је кућу на Сењаку. На том месту, данашња улица краља Вукашина 8, његов син Владимир вршио је метеоролошка посматрања 1848 — 1899. У дворишту куће налази се кестен засађен 1838. године.
Био је први надзиратељ свих пошта у Србији. Он је то постао указом Кнеза Милоша 1835. Задатак Јакшића је био да организује и уреди поште и да управља њима. У указу је између осталог писало ...“желећи да се у земљи нашој воопште пошта добро уреди, постављам мог надворног Совјетника Јакова Јакшића надзиратељем целе поште у Србији...“ Пошта је припадала Попечитељству унутрашњих дела а Кнез Милош је повукао овај потез тек пошто је турским Хатишерифом из 1830. добио одобрење за успостављање поштанске службе.
Имао је једног сина Владимира Јакшића (1824 — 1899). У наследство му је осим куће на Сењаку оставио и трговину у породичној кући у данашњој Карађорђевој 37 у Београду. Био је тутор Димитрију Црнобарцу (1818 — 1872).